# Robbanó húsgolyók (Így jártam anyátokkal)
A Robbanó húsgolyók az Így jártam anyátokkal című televízió-sorozat hatodik évadának huszadik epizódja. Eredetileg 2011. április 11-én vetítették, míg Magyarországon 2011. október 3-án.
Ebben az epizódban Marshall munkahelyváltással kapcsolatos gondolatai Lilyt és Barneyt is felzaklatják. Zoey és Ted között feszültség alakul ki a GNB székház miatt.

## Cselekmény
Zoey és Ted egyfolytában veszekednek, azért, mert a nő még mindig szabotálni akarja a Góliát Nemzeti Bank építkezését. Velük szemben Marshall és Lily szinte soha nem vitatkoznak és kiállnak a másikért, így az epizód során Ted és Lily többször is vitába szállnak amiatt, hogy melyikük kapcsolata jobb. Ted aztán kezd rájönni, hogy Lilynek talán igaza van: kezdi unni Zoey állandó vitáit, és azt, hogy kezdeményezte, hogy nyilvánítsák az Arcadian Szállót műemlékké, ami az egész projektet tönkretenné. A következő vita közben úgy dönt, hogy megmondja neki, hogy szakít vele, de az utolsó pillanatban, a vita közben a rózsaszín köd elborítja az agyát, és mégsem teszi meg. Jövőbeli Ted azt mondja, hogy neki is az a véleménye, hogy egy támogató kapcsolat a jobb, de ezt a múltbeli énjének a saját kárán kellett megtanulnia.
Eközben Marshallnak teljesen elege lesz a GNB-ből, és elhatározza, hogy kilép, abban a pillanatban, ahogy egy környezetvédő szervezet, az NDRC felveszi őt. Lily kiáll mellette és támogatja, még úgy is, hogy Barney rámutat: a munka kevesebb pénzzel fog járni. Lily félelmei mégis beigazolódnak, amikor Marshall csakugyan otthagyja a GNB-t, és az NDRC-nek kezd el dolgozni, de önkéntesként, ugyanis a fizetős állásokat mind betöltötték. Marshall még a lakásukat is felajánlja egy jótékonysági eseményhez, amitől Lily teljesen kiborul. Kiviteti magát Teddel a repülőtérre, és ott bevallja neki, hogy elege van Marshallból, mert egyáltalán nem gondol a jövőre, és már nem is biztos, hogy gyereket akar tőle. Spanyolországba akar menni, ahová Marshallal szeretett volna, de úgy látja, ebből már semmi nem lesz. Később Ted megpróbálja elmondani Marshallnak, mi történt, de ekkor megjelenik Lily, és mégis biztosítja a támogatásáról. Ennek hatására Marshall is megígéri, hogy keresni fog egy jól fizető munkát.
Eközben Robin kielemzi azt, ami Teddel történt a szakítás pillanatában: nem egyedi eset, hogy akkor, amikor megtennénk, hirtelen tetszeni kezd nekünk, amit addig utáltunk, és úgy érezzük, ezt örökre elveszítjük. Így volt vele és Scoobyval, Zoey és Ted között, sőt Marshall is így érezte magát, mielőtt felmondott volna a GNB-nél. Robin szerint nem szabad ennek bedőlni, mert utána csak még jobban utáljuk az illetőt.
Amikor Barney megtudja, hogy Marshall kilép, teljesen kiborul. Robin úgy véli, hogy talán köze lehet ennek Barney apjához, de kiderül, hogy igazából nem, sőt. Valójában egy teljesen banális dolog bosszantja. Valamivel korábban egy ebédnél Marshall észrevételezte, hogy Barney leette magát szósszal, amikor húsgolyós szendvicset fogyasztott. Ő ezen teljesen felhúzta magát, mert úgy érezte, hogy kinevetik, ezért hónapokig dolgozott a bosszún. Kitalálta, hogy egy robbanó húsgolyós szendvicset ad neki, ami majd jól beteríti őt is szósszal. Csakhogy épp aznap, amikor kivitelezte volna, Marshall kilépett, és így az egész bosszúkísérlet hamvába holt.
Az epizód végén tíz évet ugrunk előre az időben. Barney láthatóan súlyos betegen haldoklik az ágyban, gyászoló barátai pedig körülötte állnak. Az az utolsó kívánsága, hogy Marshall egyen eg egy húsgolyós szendvicset... ami természetesen azonnal robban, mert Barney csak megjátszotta, hogy beteg, és mindezt azért, hogy véghezvigye a tervét. Amikor azonban Ted megjegyzi, hogy egy kis szósz ráfröccsent Barneyra is, bosszúszomjas tekintettel néz rá.

## Kontinuitás
- Marshall dilemmája, hogy céges jogász legyen vagy környezetvédő, számos korábbi epizódban megjelent ("Élet a gorillák között", "Én nem az a pasi vagyok", "Ordításlánc")
- Barney "A tej" és "A Shelter-sziget" című részben is táblát használt a tervei kidolgozásához.
- Barney megint összetéveszt két országot, ahogy "A Húúú-lányok" című epizódban.
- Barney húsgolyós trükkjének sikere után Robin olyan dühös szemekkel néz rá, mint amit Ted a "Robin: Kezdőknek" című részben ismertetett.
- Ted a "Természettörténet" című epizódban már előrevetítette, hogy Marshall otthagyja a céges állást.

## Jövőbeli visszautalások
- A tíz éves előretekintésben látható, hogy Robin ujján nincs gyűrű, ugyanis az "Örökkön örökké" című epizód tanúsága szerint ő és Barney elváltak. Egyébként is nehéz lenne átverni a feleségét is azzal, hogy halálos beteg.

## Érdekességek
- Barney a halálos ágyán feküdve nem visel pizsamaöltönyt, holott korábban azt mondta, hogy mindig abban alszik.
- A "New York legjobb hamburgere" című részben Barney azt mondta, ne egyenek kínait, mert utálja a kínai kaját. Ebben az epizódban viszont ezt szeretne enni Robinnal. Nagy valószínűséggel ez is a mesteri tervének a része, amely "A kacsás nyakkendő" című epizódban látható: elhiteti mindenkivel, hogy nem tud pálcikával enni.
- Ted rosszul beszél spanyolul, ennek ellenére "A pucér pasi" című részben azt állította, hogy a kedvenc költőjét, Pablo Nerudát spanyolul is olvasta.